# Crosslauf

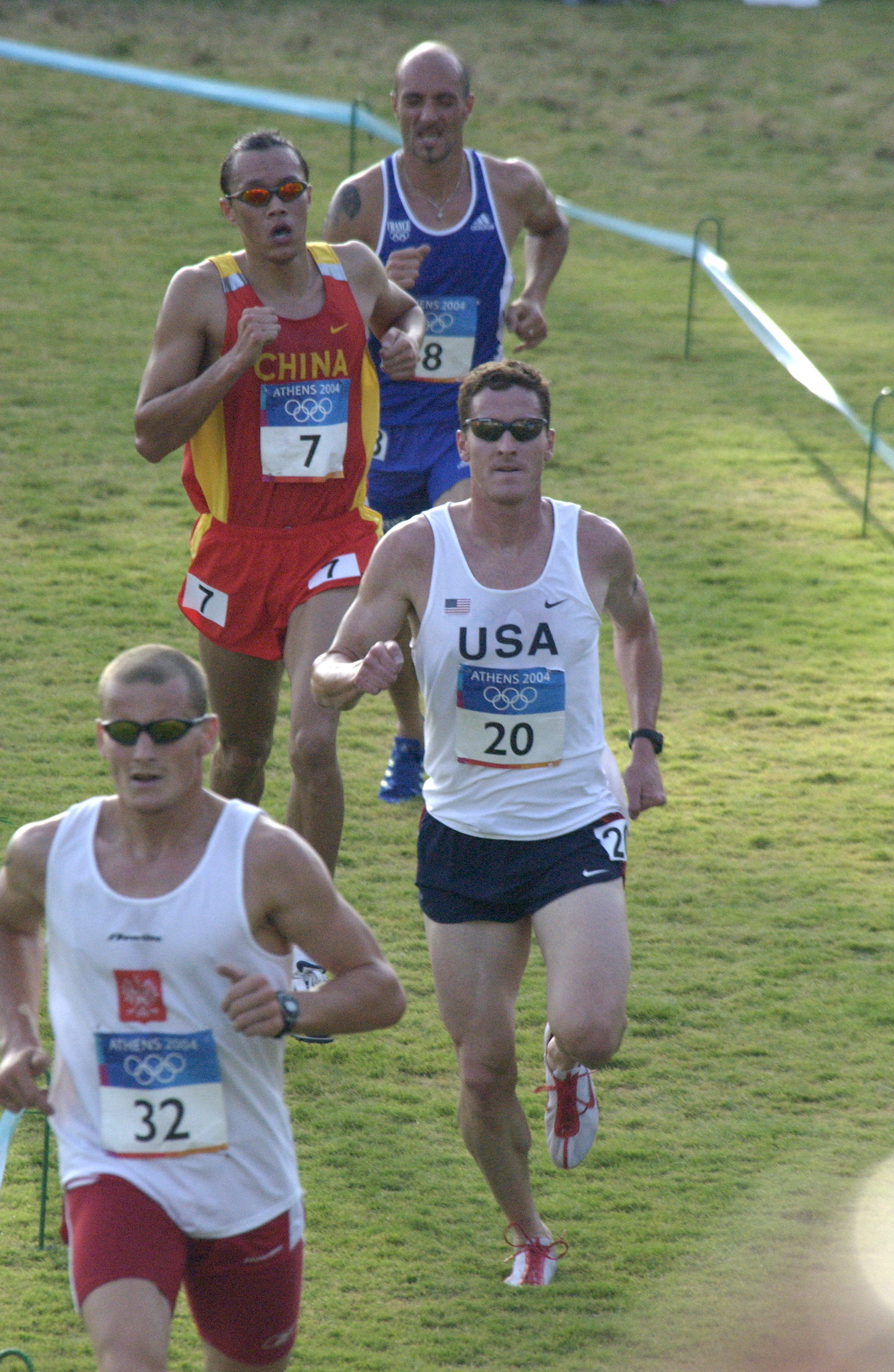
Crosslauf im Rahmen des Modernen Fünfkampfes bei den Olympischen Spielen 2004

Crosslauf (englisch-deutsch), kurz Cross, auch Querfeldeinlauf oder Geländelauf, ist eine Variante des Laufsports, bei der das schnelle Durchlaufen von profiliertem Gelände abseits befestigter Wege im Vordergrund steht. Crosslauf ist gegenüber dem Straßenlauf oder dem Laufen auf der Bahn koordinativ anspruchsvoller.

## Beschreibung
Die Strecke beim Crosslauf muss in einem offenen oder waldreichen Gebiet liegen, möglichst mit Gras bedeckt und mit natürlichen Hindernissen versehen sein, die allerdings den Läufer nicht gefährden sollen (keine tiefen Gräben, steile Auf- und Abstiege oder hohe Mauern). Die Läufe finden in der Regel auf einem Rundkurs von 1750 m bis 2000 m Länge statt.
Crosslauf wird seit einiger Zeit nach Abschluss der Leichtathletiksaison in den Wintermonaten ausgetragen. Jahrzehntelang war der Crosslauf als Vorbereitung auf die kommende Laufsaison beliebt und willkommen. Die Meisterschaften in Deutschland begannen im Februar auf Landesebene, steigerten sich bis in den März auf Bundesebene, die Europameisterschaften, schließlich die Weltmeisterschaft. Seit einigen Jahren allerdings ist die Reihenfolge umgekehrt. Im November, eigentlich dem klassischen Erholungsmonat in der Leichtathletik, finden internationale Meisterschaften statt, während die deutschen Meisterschaften meistens im März veranstaltet werden.
Der Orientierungslauf ist eine besondere Art des Crosslaufs, bei dem auf einer Karte vorgegebene Kontrollposten im Gelände anzulaufen sind. Die Routenwahl trifft hier der Sportler selbst. Eine anspruchsvollere Variante mit Hindernissen ist der Extrem-Hindernislauf. Der Geländelauf ist auch eine Untersportart beim Turnierhundsport mit Strecken von 2 km bzw. 5 km. Gelegentlich finden Wettbewerbe im Stadioncross statt. Der Lauf findet nicht nur auf der Laufbahn statt, sondern es kann über die Wiese, durch die Weitsprunggrube, Tribünenstufen oder Böschungen hinauf- und hinabgehen. Häufig werden auch noch weitere Hindernisse ausgelegt. Die Distanz liegt meist bei 600 bis 2000 Metern.

## Geschichte
Der Crosslauf wurde (vermutlich) erstmals als Wettkampfsport 1837 als Public School Sport ausgetragen. Am 7. Dezember 1867 fanden auf dem Wimbledon Common erstmals englische Meisterschaften statt. Querfeldeinlauf war von 1912 bis 1924 olympische Disziplin (Olympiasieger u. a. 1920 und 1924 Paavo Nurmi) und ist es als Teildisziplin des Modernen Fünfkampfs bis heute noch. Die ältesten nationalen Crossmeisterschaften auf dem Kontinent fanden in Belgien 1896 statt.

## Name
Die Wortschöpfung „Crosslauf“ ist eine Teilübersetzung des englischen „cross country run“, also auf Deutsch eigentlich: Querfeldein-Lauf. Es handelt sich etymologisch also um einen Anglizismus. In den ersten Jahrzehnten des Crosslaufs wurde dieser in Deutschland als Waldlauf bezeichnet, da die Strecken meist durch Waldgebiete verliefen.

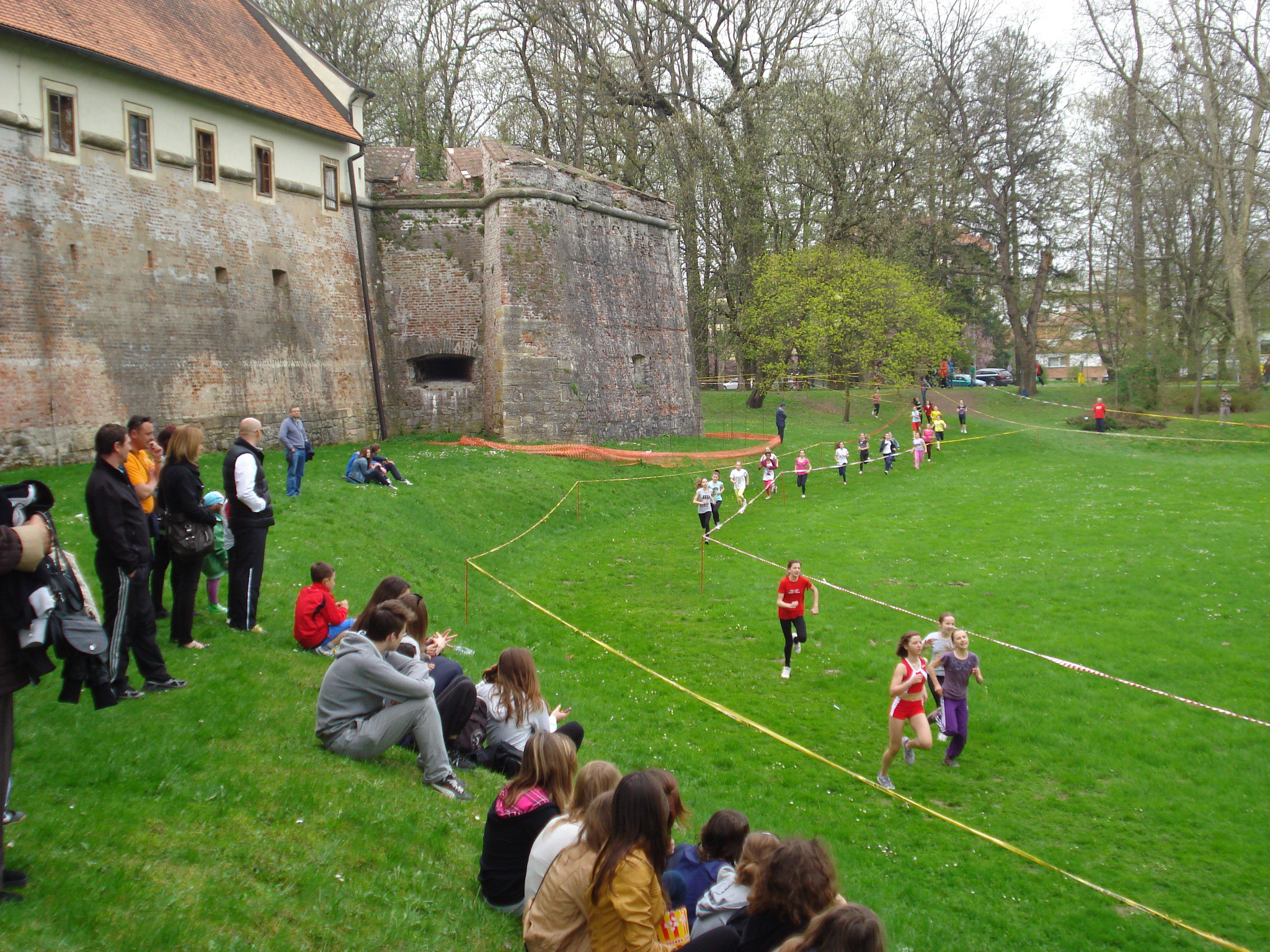
Schulkinder-Crosslauf

## Meisterschaften im Crosslauf

### Weltmeisterschaften
Die Crosslauf-Weltmeisterschaften (offizieller Name IAAF World Cross Country Championships) sind Leichtathletik-Wettkämpfe, die seit 1973 von der IAAF ausgerichtet werden. Dabei werden alle zwei Jahre (von 1973 bis 2011 jährlich) die Weltmeister im Crosslauf ermittelt.
Zunächst bestanden die Weltmeisterschaften aus drei Wettkämpfen, für Männer, für Frauen und für Junioren. 1989 wurde ein Rennen für Juniorinnen eingeführt. Die Distanzen der Wettbewerbe sind derzeit folgende:
Männer: ca. 12 Kilometer, Frauen: ca. 8 Kilometer, Junioren: ca. 8 Kilometer und Juniorinnen: ca. 6 Kilometer. Für alle Wettbewerbe gibt es auch eine Teamwertung für die teilnehmenden Nationen.
Weltmeister (ab 2010)
| Datum         | Ort                    | Männer/Einzel                 | Männer/Team    | Frauen/Einzel             | Frauen/Team    |
| ------------- | ---------------------- | ----------------------------- | -------------- | ------------------------- | -------------- |
| 30. März 2019 | Aarhus (Dänemark)      | Joshua Cheptegei              | Uganda         | Hellen Obiri              | Äthiopien -12- |
| 26. März 2017 | Kampala (Uganda)       | Geoffrey Kipsang Kamworor -2- | Äthiopien -10- | Irene Cheptai             | Kenia -12-     |
| 28. März 2015 | Guiyang (China)        | Geoffrey Kipsang Kamworor     | Äthiopien -9-  | Agnes Jebet Tirop         | Äthiopien -11- |
| 24. März 2013 | Bydgoszcz (Polen)      | Japhet Kipyegon Korir         | Äthiopien -8-  | Emily Chebet Muge -2-     | Kenia -11-     |
| 20. März 2011 | Punta Umbría (Spanien) | Imane Merga                   | Kenia -24-     | Vivian Jepkemoi Cheruiyot | Kenia -10-     |
| 28. März 2010 | Bydgoszcz (Polen)      | Joseph Ebuya                  | Kenia -23-     | Emily Chebet Muge         | Kenia -9-      |

### Europameisterschaften
Die Crosslauf-Europameisterschaften sind seit 1994 ausgetragene Leichtathletik-Wettbewerbe, die seit 1994 jährlich von der European Athletic Association (EAA) im Dezember ausgerichtet werden, wobei die Europameister im Crosslauf ermittelt werden. Die Europameisterschaften bestanden zunächst aus zwei Wettkämpfen, jeweils für Männer und Frauen. 1997 wurden Wettbewerbe für Junioren und Juniorinnen ins Programm aufgenommen, 2006 kamen die U23-Männer und -Frauen hinzu.
Der Ukrainer Serhij Lebid ist nicht nur mit bislang neun Siegen der erfolgreichste Starter, er ist auch mit 19 Teilnahmen zwischen 1994 und 2012 der Athlet mit den meisten Starts.
Europameister (ab 2010)
| Datum         | Ort                        | Männer/Einzel                                   | Männer/Team                                     | Frauen/Einzel                                   | Frauen/Team                                     |
| ------------- | -------------------------- | ----------------------------------------------- | ----------------------------------------------- | ----------------------------------------------- | ----------------------------------------------- |
| 10. Dez. 2023 | Brüssel (Belgien)          |                                                 |                                                 |                                                 |                                                 |
| 11. Dez. 2022 | Turin (Italien)            | Jakob Ingebrigtsen -2-                          | Frankreich -9-                                  | Karoline Bjerkeli Grøvdal -2-                   | Deutschland                                     |
| 12. Dez. 2021 | Dublin (Irland)            | Jakob Ingebrigtsen                              | Frankreich -8-                                  | Karoline Bjerkeli Grøvdal                       | UK -8-                                          |
| 13. Dez. 2020 | Dublin (Irland)            | Austragung wegen der COVID-19-Pandemie abgesagt | Austragung wegen der COVID-19-Pandemie abgesagt | Austragung wegen der COVID-19-Pandemie abgesagt | Austragung wegen der COVID-19-Pandemie abgesagt |
| 8. Dez. 2019  | Lissabon (Portugal)        | Aras Kaya 1                                     | UK -2-                                          | Yasemin Can -4-                                 | UK -7-                                          |
| 9. Dez. 2018  | Tilburg (Niederlande)      | Filip Ingebrigtsen                              | Türkei -3-                                      | Yasemin Can -3-                                 | Türkei -2-                                      |
| 10. Dez. 2017 | Sommerein (Slowakei)       | Kaan Kigen Özbilen                              | Türkei -2-                                      | Yasemin Can -2-                                 | UK -6-                                          |
| 11. Dez. 2016 | Chia (Sardinien, Italien)  | Ali Kaya -2-                                    | UK                                              | Yasemin Can                                     | Türkei                                          |
| 13. Dez. 2015 | Hyères/Toulon (Frankreich) | Ali Kaya                                        | Spanien -9-                                     | Sifan Hassan                                    | UK -5-                                          |
| 14. Dez. 2014 | Samokow (Bulgarien)        | Polat Kemboi Arıkan                             | Türkei                                          | Gemma Steel                                     | UK -4-                                          |
| 8. Dez. 2013  | Belgrad (Serbien)          | Alemayehu Bezabeh -2-                           | Spanien -8-                                     | Sophie Duarte                                   | UK -3-                                          |
| 9. Dez. 2012  | Szentendre (Ungarn)        | Andrea Lalli                                    | Spanien -7-                                     | Fionnuala Britton -2-                           | Irland                                          |
| 11. Dez. 2011 | Velenje (Slowenien)        | Atelaw Yeshetela                                | Frankreich -7-                                  | Fionnuala Britton                               | UK -2-                                          |
| 12. Dez. 2010 | Albufeira (Portugal)       | Serhij Lebid -9-                                | Frankreich -6-                                  | Jéssica Augusto                                 | Portugal -8-                                    |

### Deutsche Meisterschaften
Bei den Deutschen Leichtathletik-Meisterschaften war die Disziplin Crosslauf bzw. Waldlauf 1913 erstmals im Programm – in den ersten Jahrzehnten allerdings nur für Männer. Kriegsbedingt gab es von 1915 bis 1918 keine Waldlaufmeisterschaften. Ebenfalls war der Waldlauf bei den Deutschen Meisterschaften von 1937 bis 1946 nicht im Programm, ist jedoch seit 1947 wieder durchgängig im Meisterschaftsangebot. Seit 1957 wird auch bei den Frauen eine Deutsche Crosslaufmeisterschaft ausgetragen.
Für die Männer gibt es seit 1961 eine Langstrecke mit einer Länge von etwa 10 Kilometern sowie eine Mittelstrecke von 3 bis 4 Kilometern. Bei den Frauen kam eine zweite Strecke im Jahre 1970 hinzu, welche jedoch 2002 wieder gestrichen wurde. Seitdem liegt die übliche Streckenlänge bei den Frauen bei 5 bis 6 Kilometern.
Schon seit den ersten deutschen Waldlaufmeisterschaften gibt es auch eine Mannschaftswertung. Damit war der Crosslauf die erste leichtathletische Disziplin, in der es nicht nur einen Deutschen Meister in der Einzeldisziplin, sondern auch Mannschaftsmeister gab.

## Sonstiges
- Der Film City of McFarland erzählt eine wahre Geschichte eines Crosslauf-Teams in Kalifornien.
- Die wichtigsten deutschen Crossläufe sind der Darmstadt-Cross und der Cross Pforzheim. Internationale Crossläufe auf deutschem Boden gibt es nicht.